# Eternal Kingdom
Eternal Kingdom är det femte studioalbumet till det svenska progressiva post metal-bandet Cult of Luna. Albumet släpptes juni 2008 av skivbolaget Earache Records.

## Låtlista
1. "Owlwood" – 7:40
2. "Eternal Kingdom" – 6:41
3. "Ghost Trail" – 11:50
4. "The Lure (Interlude)" (instrumental) – 2:34
5. "Mire Deep" – 5:11
6. "The Great Migration" – 6:32
7. "Österbotten" (instrumental) – 2:20
8. "Curse" – 6:31
9. "Ugín" (instrumental) – 2:44
10. "Following Betulas" – 8:56

## Medverkande
Musiker (Cult of Luna-medlemmar)
- Johannes Persson – gitarr, sång
- Magnus Lindberg – gitarr, percussion
- Klas Rydberg – sång
- Erik Olofsson – gitarr
- Thomas Hedlund – trummor
- Andreas Johansson – basgitarr
- Anders Teglund – keyboard, sampling
- Fredrik Kihlberg – gitarr, sång

Bidragande musiker
- Erik Palmberg – mässinginstrument (spår 4, 10)
- David Sandström – sång (spår 10)

Produktion
- Cult of Luna – producent
- Magnus Lindberg – ljudtekniker, ljudmix, mastering
- Samuel Lindberg – ljudtekniker (mässinginstrument)
- Anders Teglund – ljudmix (spår 7)
- Erik Olofsson, Pär Olofsson – omslagskonst